# San Vicente Pacaya
San Vicente Pacaya est une ville du Guatemala dans le département d'Escuintla.